# Museu de la Pesca
El Museu de la Pesca, ubicat a Palamós, és un museu inaugurat el 2002 dedicat al coneixement i la difusió de la pesca i el patrimoni marítim i pesquer de la Costa Brava. És a la zona del port pesquer de Palamós a l'antic magatzem portuari anomenat «Tinglado». L'exposició permanent es divideix en àmbits on s'explica la història, l'actualitat i el futur de la pesca de la Costa Brava en clau de sostenibilitat. El Museu de la Pesca compta amb cinc projectes de difusió connexos: Les Barques del Peix, l'Espai del Peix, Documare: centre de documentació de la pesca i el mar, i la Càtedra d'Estudis Marítims de la Universitat de Girona.
El Museu de la Pesca és un equipament municipal gestionat per la Fundació Promediterrània.

## Orígens
El 1920 es creà a Palamós el Cau de la Costa Brava, associació destinada a construir un museu amb un fons d’objectes eclèctic. El 1989 els seus fons, en risc de desaparèixer, es van municipalitzar, inventariar i catalogar. El 1990 començaren les obres del que havia de ser la seu, a l'edifici de Casa Montaner, i el 1992 s’obrí una sala polivalent d’exposicions. El 1994 l’Ajuntament de Palamós firmà un conveni amb la Universitat de Girona, fet que va permetre crear un àmbit d’estudi i investigació indispensable per abordar la redacció del projecte museològic. Fruit d’aquesta col·laboració es redefineix el projecte per convertir-lo en un museu temàtic dedicat a la pesca en l’àmbit de la Costa Brava, atès que no existia ni Catalunya ni a la Mediterrània un museu dedicat en exclusiva a la pesca i els pescadors. L’any 1999 es començà el projecte d’Inventari del Patrimoni Marítim i Pesquer de la Costa Brava, en el marc del Inventari del Patrimoni Etnològic de Catalunya.
Una altra fita en el desenvolupament del projecte fou la proposta de canviar la seu per una ubicada al port pesquer, molt més vinculat a la temàtica. El 1999 Ports de la Generalitat cedí l'edifici del ‘Tinglado’ per ubicar-hi el nou Museu de la Pesca.
Actualment, el Museu de la Pesca forma part de la Xarxa de Museus de la Costa Brava, de la Xarxa de Museus d'Etnologia, de la Xarxa de Museus Marítims de la Costa Catalana, de la Xarxa territorial de Museus de les Comarques de Girona, de ICOM (Consell Internacional de Museus), de ICMM (International Council of Maritime Museums) i de la AMMM (Associació de Museus Marítims del Mediterrani).

## Missió i objectius
El Museu de la Pesca té per missió 'contribuir, com a element de qualitat, al desenvolupament cultural, econòmic i social de la comunitat. Treballa per afermar-se al propi territori i ajudar a provocar canvis i reflexions envers el patrimoni marítim i pesquer que afavoreixin la societat.' 
Entre els seus objectius es troba garantir la conservació, la protecció i la salvaguarda de les col·leccions que integren el fons del Museu i del patrimoni marítim i pesquer de la Costa Brava, impulsar la recerca sobre el fet marítim i pesquer i plantejar un discurs expositiu que contribueixi a la sensibilització cap a la sostenibilitat. Vol donar les claus d'interpretació de la realitat, econòmica, social i cultural del sector marítim, passat, present i futur, plantejant els problemes i els reptes que el sector pesquer ha d'afrontar.
Les premisses del Museu de la Pesca plategen que l'equipament cultural desbordi l’àmbit expositiu i generi àmbits d'educació, de divulgació, d'investigació, de documentació, de salvaguarda i conservació, de vinculació amb el mateix sector i en definitiva de dinamització cultural de la seva comunitat. Alhora, vol servir de plataforma per treballar altres temes relacionats amb la mar, tot establint una col·laboració estreta amb les institucions més rellevants de I 'àmbit de la cultura i I'educació per aconseguir millor els seus objectius, entre elles la Universitat de Girona. En tot moment vol vincular-se a la realitat del propi sector de la regió, amb el qual comparteix interessos, inquietuds i espai físic, ja que s'ubica enmig del moll pesquer.
En aquest sentit, el Museu mostra la relació bàsica entre l'ésser humà i la mar de manera oberta, participativa i interpretativa, de forma que els visitant se sentin còmplices d'una història que gira entorn del peix i la pesca, i surtin del museu amb una mirada nova d'aquesta activitat econòmica. En definitiva, vol ser un lloc de diàleg entre la gent de mar i la resta de la societat, de rescat d'una tradició mil·lenària entre les comunitats i la mar i pretén la descoberta d'un món apassionat i fràgil.

## L'exposició permanent
L'exposició permanent del Museu de la Pesca està ubicada a l'edifici del Tinglado, un antic magatzem portuari edificat a la dècada del 1930. El projecte museogràfic va anar a càrrec dels arquitectes Dani Freixes, Eulàlia González i Artur Arias, del despatx Varis Arquitectes, i va ser guardonat amb el Premi Nacional de Disseny 2001.
Al primer espai del recorregut s'obre una grada amb seients per visualitzar un audiovisual. Més cap a l'interior, el visitant entra en un espai presidit per una barca de pesca i caixes de peix apilades entre altres mostres marineres. Al nivell superior, hi ha un recorregut per una passarel·la que volteja tota la nau. Al final del recorregut hi ha una taula i cadires i altres situacions marineres que recreen l'ambient del món pesquer.

### Àmbits de l'exposició permanent

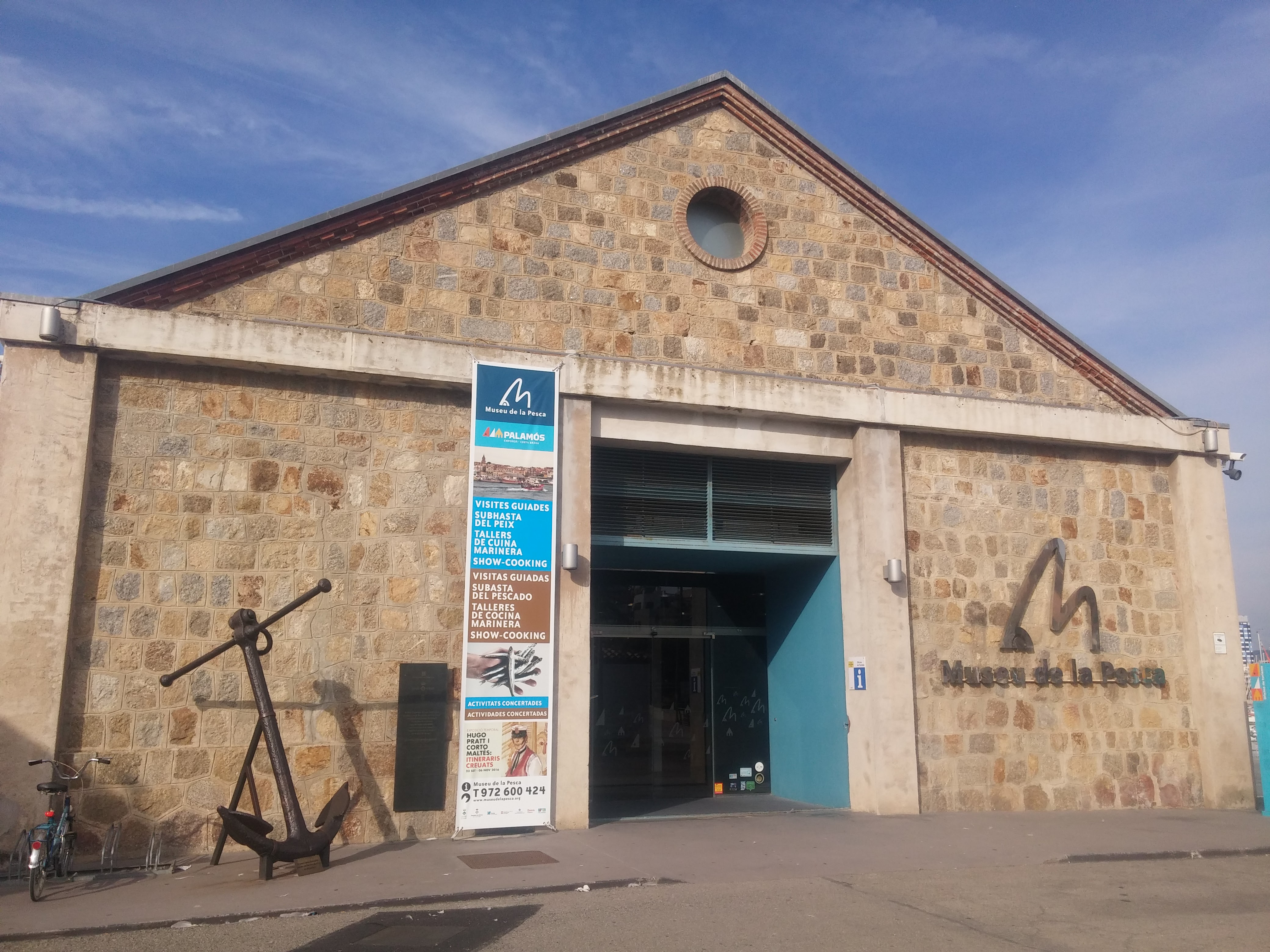
Façana del Museu de la Pesca. Palamós

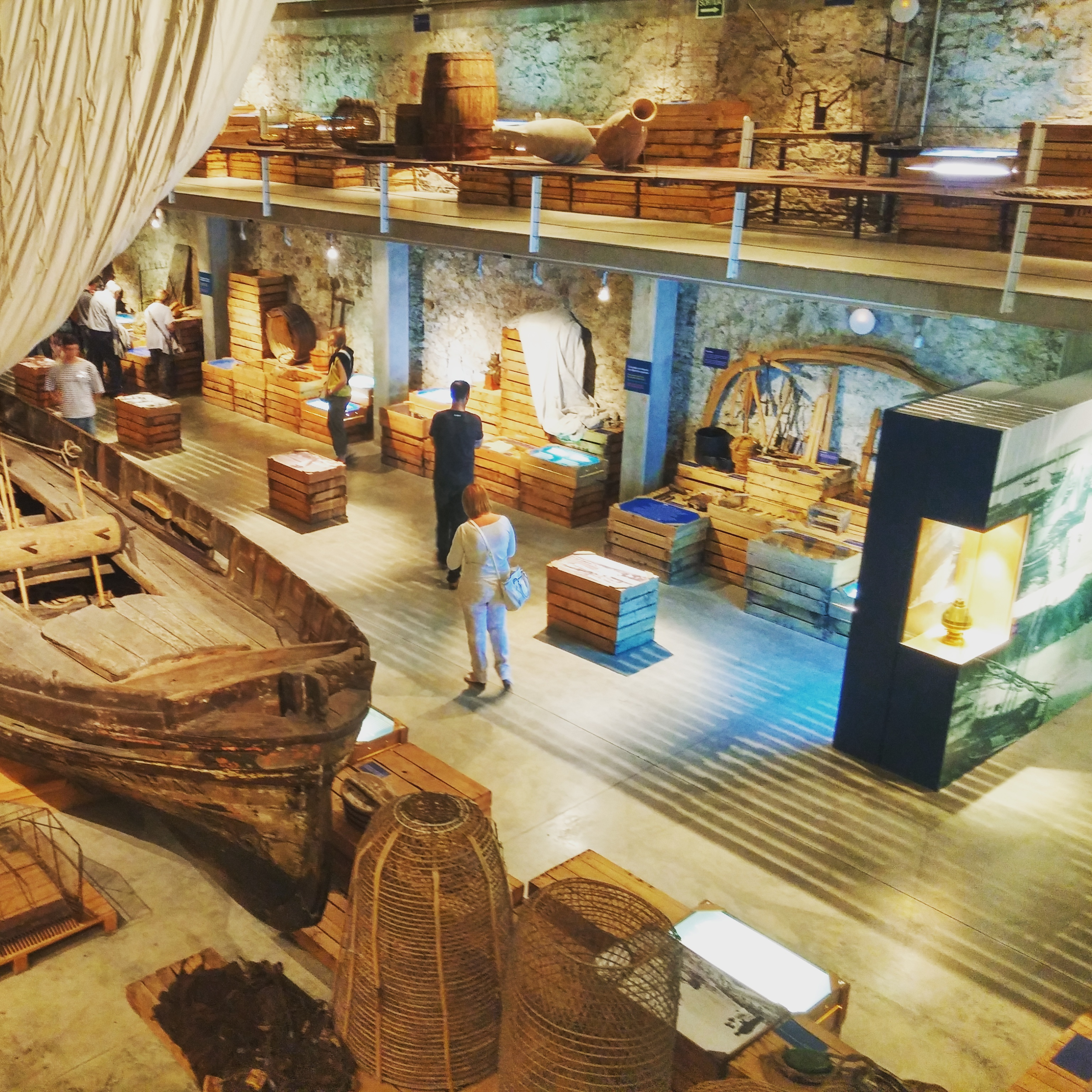
Vista general de l'exposició permanent del Museu de la Pesca

L'exposició permanent del museu es distribueix en cinc àmbits diferents:
- Què es pesca: on es presenta la diversitat biològica de la Mediterrània.
- On i des d'on es pesca: s'explica que no és pesca a qualsevol lloc, ja que la mar, segons l'espècie i la temporada, hi ha diferents llocs de pesca.
- Qui és qui en el món pesquer: es presenta les professions, oficis i indústries auxiliars relacionades amb la pesca, així com l'evolució en el temps.
- Com es pescava i com es pesca: on els visitants descobreixen des dels sistemes de pesca més rudimentaris als més moderns.
- Escenari futur: es proposa al visitant reflexionar sobre el futur del sector pesquer.

### Premis
El museu ha rebut diversos premis i distincions, entre els quals cal destacar: Premi Sea Heritage Best Communication Campaign 2010, el distintiu de qualitat turística 2010, i finalista al premi European Museum Forum of the Year Award 2005.

## Equipaments i serveis connexos
Per tal de desenvolupar la seva missió, el Museu de la Pesca s’ha dotat des de l'any 2000 d'equipaments i serveix connexos per abordar els diferents àmbits d’actuació que estableixen la seva missió i els seus objectius:

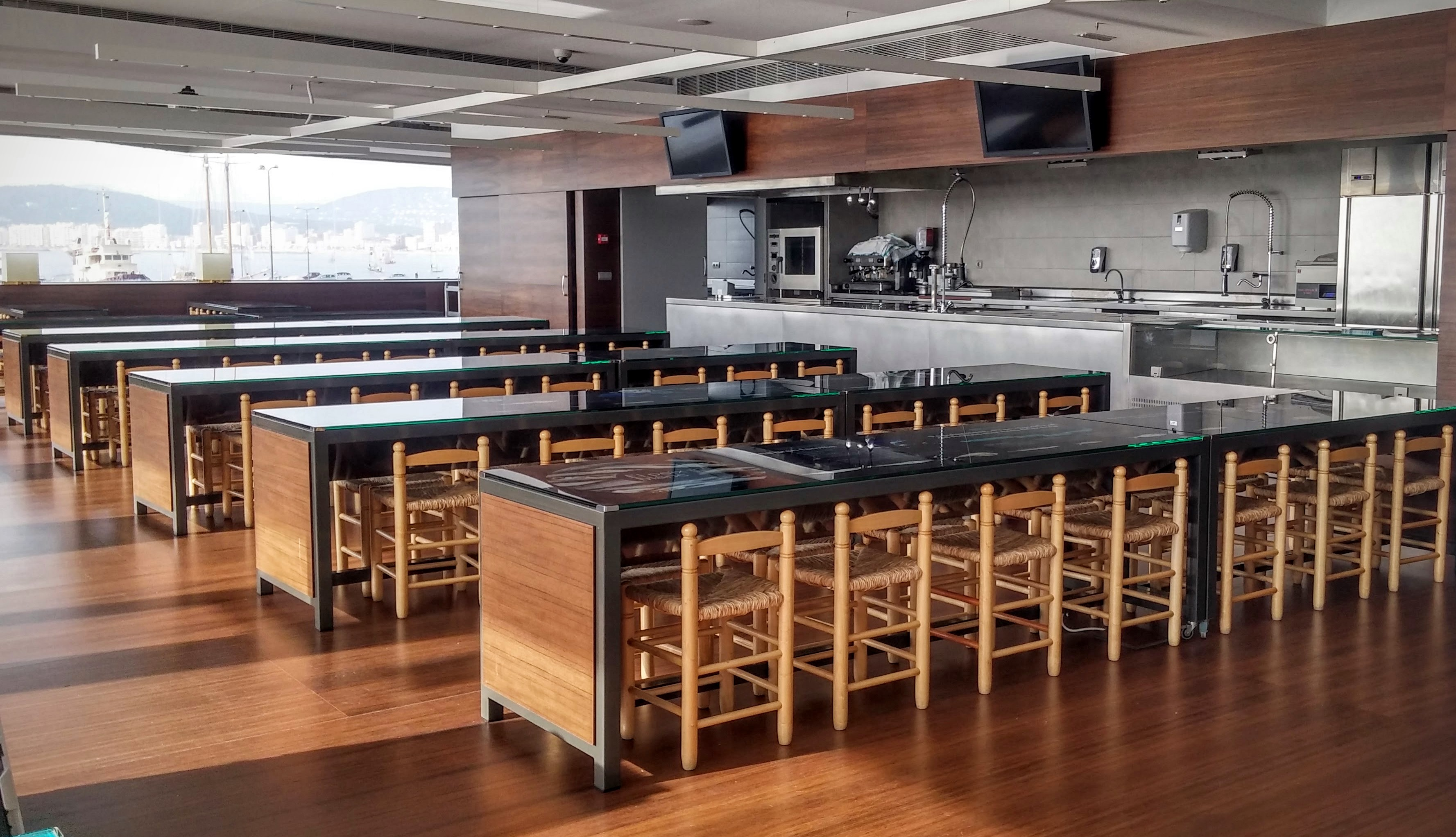
Vista general de l'Espai del Peix. 2016

### Espai del Peix
Equipament cultural ubicat sobre la llotja del port pesquer de Palamós que funciona com a aula gastronòmica del MdP. Contribueix al coneixement i la sostenibilitat dels productes pesquers i de la seva gastronomia, tot reivindicant i fent pedagogia d'aquelles espècies poc cotitzades, però amb un alt valor culinari i gastronòmic amb el compromís de fomentar-ne el consum responsable.
Es distribueix en tres àmbits principals: el centre d’interpretació de la pesca, amb un ampli mirador sobre la subhasta del peix; una aula-taller de formació i l’aula gastronòmica pròpiament, dissenyat com un espai de descoberta, demostració i degustació de la cuina del peix.
Desenvolupa un programa d’activitats especialitzat en la difusió i la promoció dels productes pesquers del port de Palamós, la cuina del peix i la gastronomia marinera.

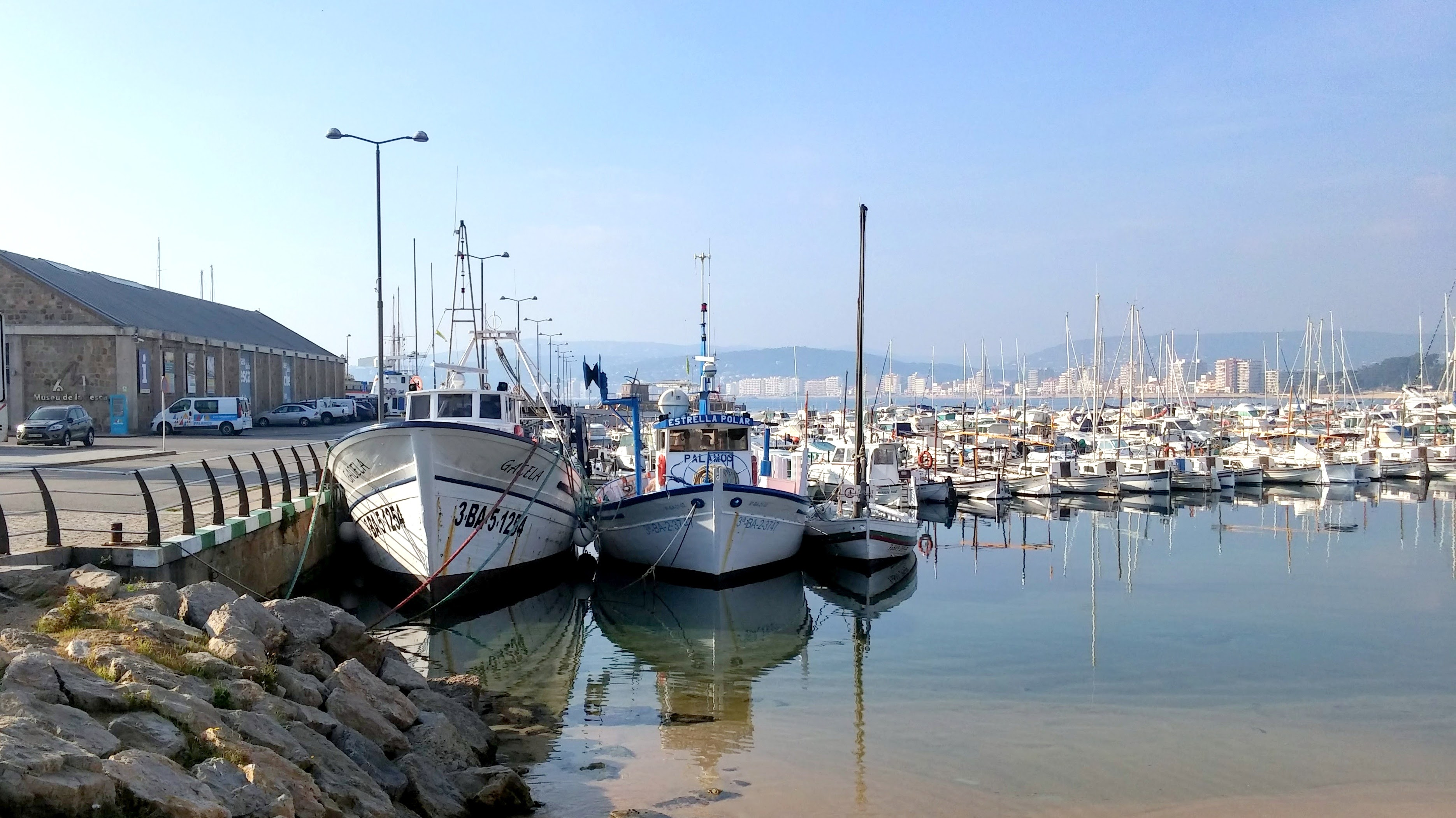
Gacela i Estrella Polar, embarcacions de l'extensió flotant del Museu de la Pesca

### Les Barques del Peix
Extensió flotant del propi Museu de la Pesca, constituïda per les embarcacions ‘Gacela’, antiga barca de pesca d’arrossegament, i l’Estrella Polar, dedicada a la pesca d’encerclament. L’objectiu és preservar el patrimoni moble que constitueixen les embarcacions i difondre a bord, mitjançant un programa d’activitats, l’ofici de pescador i de mestre d’aixa.

### Càtedra d’Estudis Marítims
Extensió de la Universitat de Girona al territori, el seu objectiu és esdevenir una plataforma d'estudi, projecció exterior i divulgació de l'activitat marítima i pesquera del litoral gironí, i de la seva riquesa patrimonial, social, econòmica i cultural.

### Documare: centre de documentació de la pesca i el mar
Servei d’informació i documentació especialitzat en la temàtica marítima i pesquera. Aplega i difon informació i documentació amb valor afegit amb l'objectiu d'afavorir la recerca, construir coneixement, valorar i sensibilitzar la societat vers l'activitat, la cultura i el patrimoni marítim.

## Activitats complementàries
A banda de la visita al museu també es poden realitzar visites guiades a peu pel port o a les barques del peix i a la subhasta del peix. Des del museu també s'ofereix la possibilitat de fer una volta amb una barca de pesca professional de la Confraria de Pescadors de Palamós (Pescaturisme) o en un vaixell de vela llatina, el «Rafael», de 1915, que ofereix diverses rutes pel litoral de Palamós.

## Festival «Palamós Terra de Mar»
«Palamós Terra de Mar» és un festival mariner que va néixer el 2004, inicialment amb una periodicitat bianual. Aquesta trobada amb la mar és impulsada per l'Ajuntament de Palamós amb la col·laboració del Museu, així com diferents associacions, entitats i empreses de la vila relacionades amb el món nàutic. Té per objectiu potenciar l'activitat marítima, cultural i tradicional en un marc festiu. Aquest festival s'ha anat consolidant una festa marinera, on les embarcacions tradicionals són la part principal, però on també hi ha tot tipus d'activitats que entretenen i diverteixen públic divers, sense deixar de banda l'orientació patrimonial i cultural del Museu.